# Централна Азия
Централна Азия или Средна Азия е регион в Азия, разпростиращ се от Каспийско море на запад до централен Китай на изток, север в южна Русия и на юг в северен Пакистан.
Според ЮНЕСКО регионът включва Монголия, северозападен Китай (Синдзян, Тибет, Вътрешна Монголия, Цинхай, западен Съчуан и северен Гансу), както и райони на азиатска Русия на юг от зоната на тайгата, Афганистан, северозападна Индия, северен Пакистан и североизточната част на Иран. За първи път Централна Азия е обособена като отделен регион на света от географа Александър Хумболт.
Централна Азия исторически се свързва с номадските народи, обитаващи нейните пространства и пътят на коприната. Централна Азия е действала като регион, където хора, стоки и идеи се събират от различни части на евразийския континент – Европа, Близкия изток, Южна и Източна Азия.
През Средновековието до монголското завоевание Централна Азия преживява икономически и културен разцвет. Кушанската империя и държавата Хорезмшах са най-богатите държави на своето време. По-късно Тимуридската империя управлява Близкия изток, южната част на днешна Русия и Делхийският султанат.

## История
През повечето време централна Азия е била под контрола на други империи. Първо южната ѝ част е била включена в Персийската империя. Около 12 – 13 век Централна Азия става част от Монголската империя. По-късно, след разпада ѝ, регионът е превзет от Руската империя. След октомврийската революция през 1917 г. Руската империя се разпада и се образуват за кратко държави, които по-късно са включени в състава на новообразувалия се Съюз на съветските социалистически републики (СССР) като съюзни републики. След разпада на СССР през 1991 г. се образуват 5 независими държави: Казахстан, Узбекистан, Туркменистан, Киргизстан и Таджикистан.

## География
Общата площ на страните в Централна Азия е 4 003 400 km². Географските характеристики на региона са разнообразни, като се започне от планините (Тяншан), обширните пустини (Каракум, Къзълкум, Такламакан) и особено обезлесените тревисти степи. По-големите степенни области на Централна Азия се разглеждат заедно със степите на Източна Европа като хомогенна географска зона, известна като Евразийска степ. По-големи реки в региона са Амударя, Сърдаря, Теджен, и др. Основната част от водите на региона се оттичат в Каспийско и Аралско море, а също и в езерото Балхаш.

### Държави
| Държава      | Площ          | Население  | БВП (номинален)    | БВП на човек | ИЧР   | Столица | Официален език   |
| ------------ | ------------- | ---------- | ------------------ | ------------ | ----- | ------- | ---------------- |
| Казахстан    | 2 724 900 km² | 18 319 618 | 160,839 млрд. щ.д. | 8841 щ.д.    | 0,788 | Астана  | казахски, руски  |
| Киргизстан   | 199 950 km²   | 6 304 030  | 7,061 млрд. щ.д.   | 1144 щ.д.    | 0,655 | Бишкек  | киргизки, руски  |
| Таджикистан  | 142 550 km²   | 9 100 835  | 7,146 млрд. щ.д.   | 824 щ.д.     | 0,624 | Душанбе | таджикски, руски |
| Туркменистан | 488 100 km²   | 5 850 901  | 37,926 млрд. щ.д.  | 6643 щ.д.    | 0,688 | Ашхабад | туркменски       |
| Узбекистан   | 448 978 km²   | 33 905 800 | 47,883 млрд. щ.д.  | 1491 щ.д.    | 0,701 | Ташкент | узбекски         |

## Население
Според данни от 22 февруари 2010 година населението на държавите в региона е 61 551 945 души, средната гъстота е около 15 души/км2. Най-гъсто населената и с най-голямо население страна е Узбекистан където е концентрирано около 50% от населението на региона.
Най-рядко населена е Казахстан. По-голямата част от населението на държавите изповядва исляма. Християните в региона са предимно руснаци останали тук след разпада на СССР. Те са и най-голямото малцинство в Централна Азия. Най-много руснаци има в Казахстан където те са около 15% от населението. Говорят се основно тюркски езици но разпространен също е и руския който е и официален в Казахстан заедно с казахския.

## Карти
- Карта на Централна Азия.
- Централна Азия през 1900 година.
- Етнолингвистична карта на Средна Азия.